# Can Bros
Can Bros és una antiga colònia tèxtil del municipi de Martorell (Baix Llobregat Nord), catalogada com a bé cultural d'interès local.
Del conjunt arquitectònic, actualment immers en un procés de degradació important, destaquen la fàbrica, els habitatges, la torre o casa Elias i l'església. L'origen del nucli es troba en una finca agrícola que a principis del segle xix va incorporar salts d'aigua per fer funcionar diverses indústries (molí paperer, serradora i fàbroca de filats), i que a partir de 1852 es va convertir pròpiament en colònia en construir els nous propietaris la nova fàbrica tèxtil i els habitatges i serveis per als obrers.

## Història
Té el seu origen en una finca agrícola situada entre els termes municipals de Martorell i d'Abrera, propietat dels Bros almenys des de l'any 1666. A principis del segle xix, els cònjuges Salvador Roca i Suñol i Vicenta Roca i Bros, pubilla de Can Bros, decidiren invertir el seu capital agrari en la construcció d'una presa, una séquia i uns molins fariners de paper d'estrassa i una molina de serrar fusta.
Després d'una riuada que va destruir la presa i bona part de la seva obra, per la qual havien quedat endeutats, l'inversor que va reconstruir el canal i els molins fou Miquel Elias i Vilarrúbia (1766-1841), fadristern de Sant Pau de la Guàrdia (el Bruc), que s'havia desvinculat de les seves arrels agrícoles cercant riquesa en el comerç, i ja estava implicat en la producció d'un molí paperer a Gelida. El 1817 obtingué l'establiment d'aigües i el permís per construir un conjunt d'edificis destinats a activitats productives diverses, que segons el seu inventari post mortem (1841), estava format per: un molí fariner, de planta baixa i pis, un molí de batans de draps i una fàbrica de draps, composta de planta baixa i tres pisos, que movia la maquinària amb una gran roda hidràulica, i un molí paperer. També s'hi esmenten diverses cases petites, terres amb arbres fruiters. Al llarg d'aquesta època, l'activitat es repartí entre tasques agrícoles i manufactureres, perdominant la fabricació del paper, i hi hagué no més de 14 cases per als jornalers i manufacturers. Per tant, no es pot considerar encara pròpiament una colònia industrial.
A la mort de Miquel Elias sense fills, la propietat passà al seu nebot, Josep Elias i Tardà, i al fill d'aquest, Jaume Elias i Soler, residents a Sant Pau de la Guàrdia del Bruc, més interessats en l'activitat agrícola que en la industrial. El 1852 arrendaren les propietats a Ramon Castells i Pie, fabricant d'Igualada. Ell i els seus successors es quedarien l'antiga fàbrica, construïren les actuals fàbriques i fundaren la colònia industrial edificant els habitatges de pisos del carrer actualment anomenat Fontdevila i Prat. Aquesta empresa era coneguda com La Igualadina, que va tenir els seus orígens en una fàbrica de filats i cotó a Igualada el 1841, a la qual va incorporar el centre productiu de Can Bros, i va anar canviant de raó social i accionistes.
La propietat passà per herència al seu gendre primer, Miquel Catarineu i Pallarolas, i finalment al seu fill Ramon Catarineu i Castells, que es casà amb Francesca Ferran i Dalmases. L'hereu fou el seu fill Ramon Catarineu i Ferran, i la seva esposa en tindria l'usdefruit. En enviudar aquesta, l'empresa de Can Bros girà a nom de Vídua Catarineu, que el 1913 llogà les seves instal·lacions als socis Antoni Fontdevila I Prat i Manuel Torras i Comas. El febrer del 1921, aquests adquiriren la colònia a Ramon Catarineu fill, ampliant-hi la producció i donant-li el caràcter amb què es conegué a les dècades posteriors al llarg del segle xx.
Els successors de Fontdevila i Torres van continuar l'activitat industrial fins al 1967, quan amb la crisi del tèxtil la fàbrica Fontdevila va tancar. Els últims residents de les cases de les colònies les varen abandonar cap al 1979, i des d'aquesta data, la degradació de totes les construccions ha anat augmentant.

## Descripció
Can Bros presenta en la seva estructura urbana una doble tipologia integrada pel conjunt de cases del carrer de Fontdevila i Torres, la casa Elies i part de la plaça del Llobregat, per una banda, i el conjunt integrat pels diversos edificis de la fàbrica, les cases dels treballadors, l'edifici de l'antic economat i escola i l'església de Sant Joan.

### Fàbrica Fontdevila i Torres

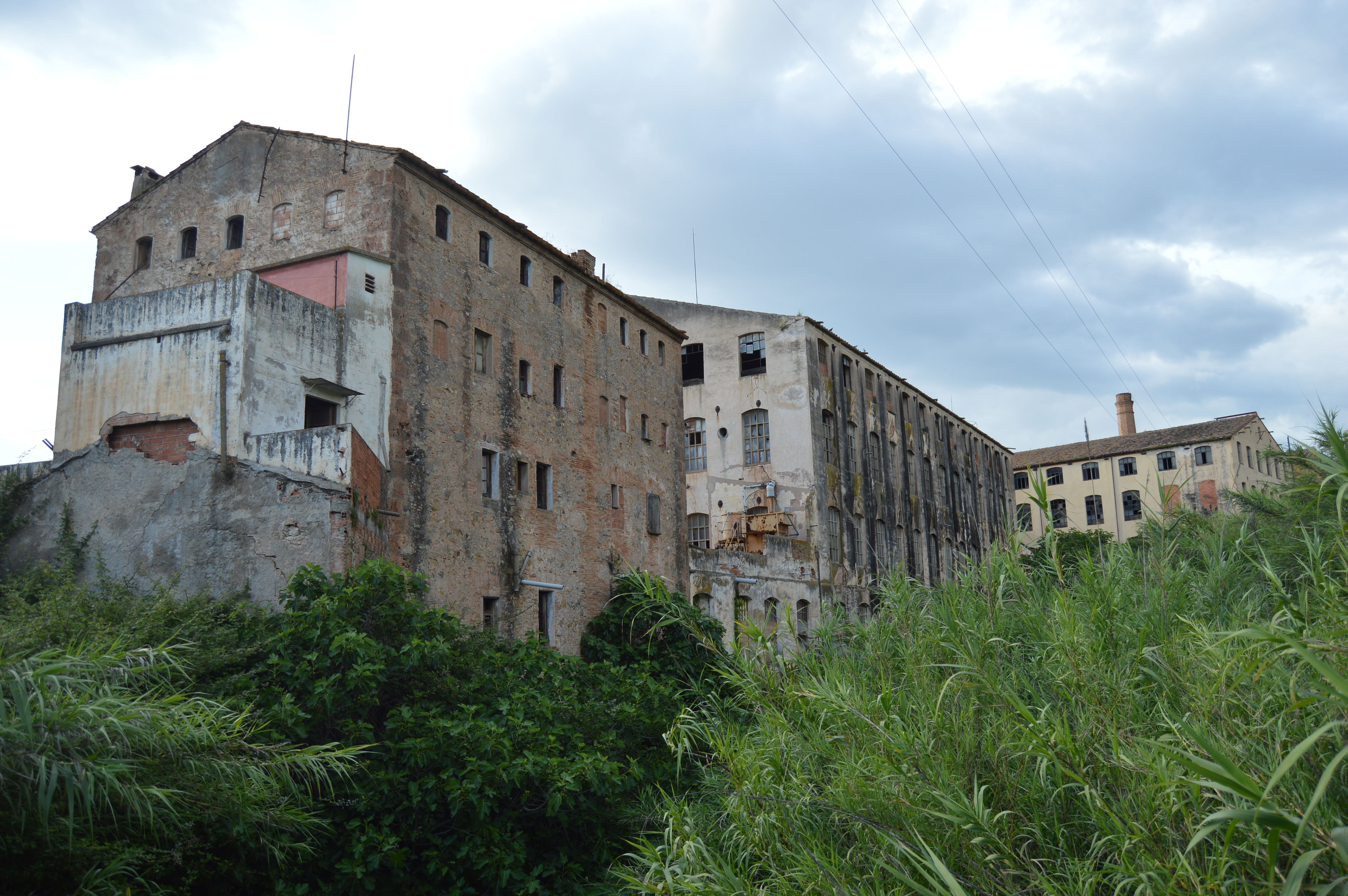
Vista general de la Fàbrica Fontdevila i Torres de Can Bros

Conjunt d'edificacions de mitjan segle xix. Són naus de quatre plantes amb les instal·lacions corresponents per a l'aprofitament de l'aigua del Llobregat. Són construïdes amb maó.

### Habitatges
Conjunt de cases de la colònia de Can Bros. Foren construïdes cap a 1860, moment de major esplendor de la colònia. Són construïdes en reble, tenen planta i dos pisos. Els habitatges tenen molt pocs metres quadrats i actualment estan quasi en runes.

### Església de Can Bros

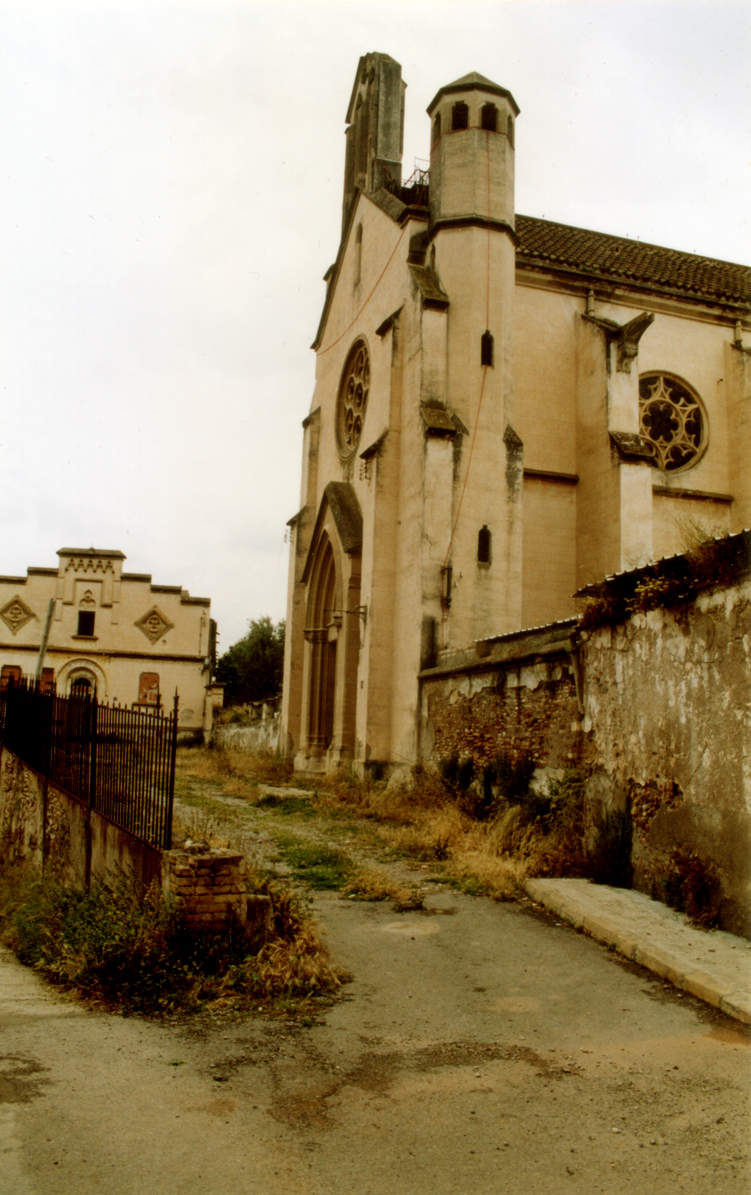
Església de Can Bros

Església d'estil neogòtic projectada per l'arquitecte Joaquim Bassegoda i Amigó el 1897, i sufragada per la vídua de Ramon Catarineu. És un edifici de nau única construït amb pedra i maó, de planta rectangular i amb absis. Els murs laterals són reforçats amb contraforts. Sobre la porta, culminant la façana, hi ha una espadanya i sota d'aquesta, un rosetó.

### Casa Elias
Edifici construït amb maó, amb planta baixa i dos pisos. La part central de la façana, al primer pis, és ocupada per una galeria coberta. Al costat de la casa es conserva una petita església.
Miquel Elies, que va restar solter, es va fer construir per a ell una casa torre. La primera referència que es té documentada d'aquesta torre és del 1827. Es tracta d'una gran casa senyorial d'un cert gust neoclàssic, però que alhora es vincula amb la tipologia de la masia catalana. Al costat de la torre hi va fer construir, el 1932, una petita capella.